# رافائيل أسونساو
رافائيل أوليفيرا أسونسا (بالبرتغالية: Raphael Oliveira Assunçã؛ مواليد 19 يوليو 1992) هو مُقاتل فنون قتالية مختلطة برازيلي.

## وصلات خارجية
- رافائيل أسونساو على موقع يو إف سي (الإنجليزية)
- رافائيل أسونساو على موقع شيردوغ (الإنجليزية)
- رافائيل أسونساو على موقع Tapology.com (الإنجليزية)
- رافائيل أسونساو على موقع IMDb (الإنجليزية)
- رافائيل أسونساو على موقع IMDb (الإنجليزية)
- رافائيل أسونساو على موقع قاعدة بيانات الفيلم (الإنجليزية)